# Rettův syndrom

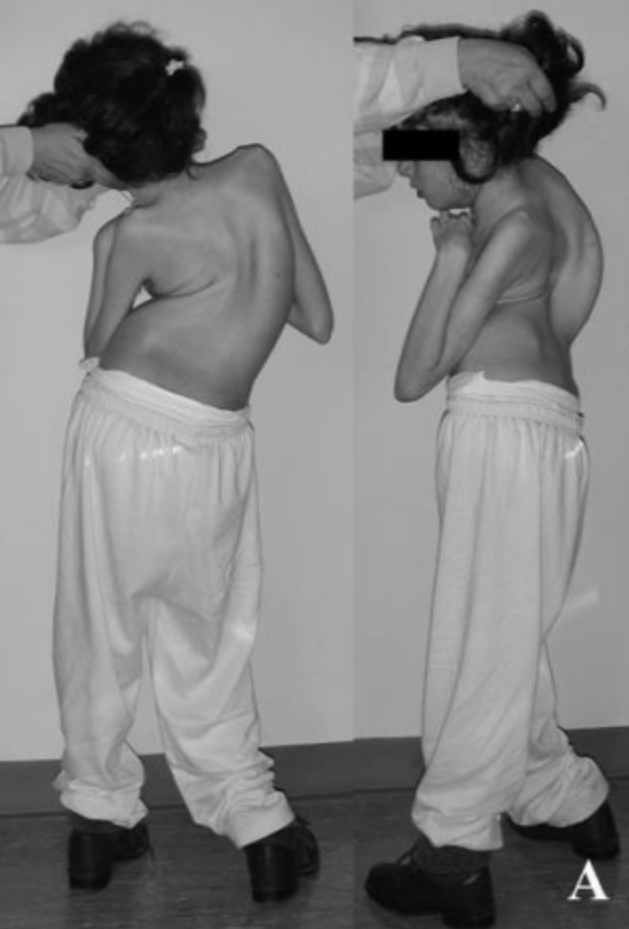
Patnáctiletá dívka s Rettovým syndromem.

Rettův syndrom je syndrom, pro který je typické těžké neurologické postižení. Byl objeven v 60. letech minulého století pediatrem Andreasem Rettem, podle kterého je syndrom pojmenován. Jeho příčinou je zmutovaný gen, který se nachází na raménku chromozomu X a který má více různých podob, což se pak projeví i na rozmanitosti projevů tohoto syndromu. Tento syndrom postihuje téměř výhradně dívky a projevuje se u 1 z 10 000 narozených dívek.

## Příčina
Rettův syndrom je způsoben dominantní mutací genu MECP2 na chromozomu X. Většinou se jedná o samovolnou mutaci, kterou postižené dívky nezdědily. Gen MECP2 je potřebný pro tvorbu proteinu MeCP2, který utišuje určité úseky DNA. Tyto úseky DNA jsou velmi důležité pro normální vývoj mozku a neuronová spojení. U postižených dívek je množství funkčního proteinu MeCP2 nižší a při pozdějším vývoji a růstu mozku už nebude stačit. 
Protože chlapci mají pouze jeden chromozom X, pokud se u nich tato mutace vyskytne, nebudou schopni produkovat funkční protein MeCP2. Z tohoto důvodu postižení chlapci umírají před nebo krátce po narození. Jedinou výjimkou jsou chlapci s Klinefelterovým syndromem, kteří mají 2 chromozomy X.

## Diagnóza a charakteristické znaky
Diagnostika Rettova syndromu probíhá pomocí genetického vyšetření, v České republice již od roku 2001. Zhruba dvě třetiny postižených dívek trpí klasickým Rettovým syndromem, v ostatních případech se jedná o atypický Rettův syndrom, což je jeho mírnější forma. Dívky mohou chodit i sedět, mluvit, nebo u nich chybí nějaký typický znak, jako je rozdílný obvod hlavičky, protože neprošly obdobím normálního vývoje. Mezi další příznaky patří pomalejší repolarizace srdce.
Typický Rettův syndrom prochází čtyřmi fázemi:
| Fáze | Věk         | Příznaky |
| ---- | ----------- | --- |
| 1.   | 6–18 měsíců | Dítě ztrácí zájem o hru, neudržuje oční kontakt |
| 2.   | 1–4 roky    | Dítě postupně přichází o své komunikační a motorické dovednosti, vykazuje stereotypní pohyby rukou, změnu ve způsobu dýchání – např. hyperventilace. Může se projevit tzv. tichá mikrocefalie, jejich hlava začne růst mnohem pomaleji. |
| 3.   | 2–10 let    | Stav dítěte se může zlepšit. Děti lépe komunikují, déle vydrží dávat pozor, udržovat oční kontakt. U některých dětí se ale začnou projevovat záchvaty, apraxie.                                                                         |
| 4.   | 10+ let     | Projevuje se zhoršující se svalová ochablost, tuhost a spasticita. Začne se projevovat skolióza. Kognitivní schopnosti se ve většině případů již nemění a nezhoršují.                                                                   |

## Výuková strategie
U výukových strategií vhodných pro takto postižené děti je z důvodu efektivity výuky nutno respektovat vhodný prostor, čas a trvání výuky. Prostor by měl být pohodlný a bez rušivých prvků. Pro domácí učení je ideální oddělený pokoj, který je daleko od televize. Ve škole stačí jen zástěna. Výuka by měla být součástí denního režimu. S domácí výukou je dobré začít po obědě, se školní výukou je lepší začít hned ráno. Výuce má předcházet nějaká oblíbená činnost dítěte, protože ho to pozitivně motivuje k práci a pak si lépe zvykne na plnění úkolů. Délka výuky by měla být podle časových možností co nejvíce přizpůsobena dítěti a jeho schopnosti soustředit se. Výuka by měla trvat od deseti minut do hodiny. Na kvalitě výuky se velmi podílejí i pomůcky. Ty je nutné vybírat pečlivě s ohledem na preference dítěte, jaké barvy mu jsou příjemné, jaké tvary se mu líbí, jaké povrchy a předměty upřednostňuje. Dítě může mít oblíbené i neoblíbené předměty a v případě práce s neoblíbenými předměty by mohlo odmítnout spolupracovat, proto je nutné tomu předejít pečlivou všímavostí pedagoga. Pomůcky by měly odpovídat věku dítěte, měly by být běžně dostupné, bezpečné, jednoduché a pro dítě příjemné. Důležité je uspořádání pomůcek v logickém sledu, protože se s tím dítě lépe vyrovná. Jakým způsobem pedagog dosáhne zdárného cíle výuky, záleží obzvláště na motivaci dítěte a na úrovni jeho schopností a dovedností, které se zjistí z jeho reakcí. Cílem každé výuky je získání takových dovedností, které dítě samostatně využije, a proto je nutné vyzkoušet různé metody výuky.